# Sư đoàn 6, Quân đội nhân dân Việt Nam
Sư đoàn 6 là phiên hiệu một sư đoàn bộ binh của Quân Giải phóng miền Nam Việt Nam. Phiên hiệu sư đoàn này được sử dụng lần đầu vào tháng 12 năm 1965, trực thuộc Mặt trận Tây Nguyên, hoạt động đến mùa khô năm 1968 thì giải thể. Tháng 11 năm 1974, phiên hiệu sư đoàn được sử dụng lần thứ hai, thuộc Quân khu 7 Quân Giải phóng miền Nam Việt Nam, tham chiến trong giai đoạn cuối cùng của Chiến tranh Việt Nam, đặc biệt với trận Xuân Lộc và Chiến dịch Hồ Chí Minh. Sau năm 1975, sư đoàn được giải tán, các đơn vị trực thuộc được chuyển sang các đơn vị khác.

## Thành lập lần thứ nhất
Sư đoàn 6 được thành lập đầu tiên vào ngày 20 tháng 12 năm 1965, cùng với Sư đoàn 1 là những sư đoàn chủ lực của Mặt trận Tây Nguyên. Biên chế gồm Trung đoàn 24A và Trung đoàn 88, tiểu đoàn pháo binh 200, 1 tiểu đoàn súng máy cao xạ, 1 tiểu đoàn trinh sát, 1 đại đội công binh. Tuy nhiên, do các Trung đoàn 24 và 88 đang trên đường hành quân vào chiến trường, nên Sư đoàn 6 chỉ mới hình thành Bộ tư lệnh, cơ quan sư đoàn và một số đơn vị trực thuộc. Vì vậy, đến tháng 9 năm 1966, Bộ Tư lệnh B3 ra quyết định giải tán Sư đoàn bộ binh 6 và Sư đoàn bộ binh 1 (vốn là Sư đoàn bộ binh 325B đổi phiên hiệu). Mãi đến giữa tháng 4 năm 1968, Sư đoàn 325C vào đến chiến trường Tây Nguyên. Phiên hiệu Sư đoàn 6 được sử dụng cho đơn vị này, biên chế gồm các Trung đoàn bộ binh 95C và 101D. Đến mùa khô năm 1968, Bộ Tổng tư lệnh đã giải thể Sư đoàn 6 và điều động các đơn vị vào miền Đông Nam Bộ để tăng cường cho lực lượng ở miền Đông Nam Bộ vốn bị tổn thất nặng nề.

## Thành lập lần thứ hai
Phiên hiệu Sư đoàn 6 được sử dụng lần thứ hai vào tháng 11 năm 1974 tại chiến trường Hoài Đức, Đồng Nai (nên được gọi là "sư đoàn Hoài Đức"). Biên chế gồm gồm Trung đoàn 4, 812, 33, ba tiểu đoàn đặc công, bốn tiểu đoàn trợ chiến và do đại tá Nguyễn Văn Phê (Hai Phê) làm sư trưởng. Ngay khi thành lập, E812 được sự hỗ trợ của E4 đã phối hợp với bộ đội địa phương tấn công chi khu Hoài Đức nhưng thất bại. Rút trung đoàn 812 ra khỏi sư 6
Đầu tháng 4 năm 1975, QK7 đưa sư 6 gồm các trung đoàn 4, 33 vào Quân đoàn 4, tấn công Xuân Lộc. Sư 6 được phối thuộc Trung đoàn 95B, giao nhiệm vụ phối hợp với lực lượng địa phương bao vây Xuân Lộc ở hướng Nam, Tây Nam Xuân Lộc từ tỉnh lộ 2 sang quốc lộ 1 từ Dầu Giây đến Bàu Cá, Hưng Lộc, đánh chiếm Tân Phú, Định Quán, cắt đứt lộ 20, lộ 1, chặn quân tiếp viện của phía Việt Nam Cộng hòa từ Quân đoàn 3 (Biên Hòa) lên, tấn công Chiến đoàn 52 (Sư đoàn 18 Quân lực Việt Nam Cộng hòa) ở Dầu Giây, đánh chiếm các cao điểm Núi Thị, Con Rắn… 
khi Chiến dịch Hồ Chí Minh mở màn, Sư đoàn được giao nhiệm vụ đánh chiếm các mục tiêu trên trục Đường 1, thị xã Biên Hòa, cùng với Sư đoàn 341 đánh chiếm Bộ Tư lệnh Quân đoàn 3, Bộ Tư lệnh Sư đoàn 5 và sân bay Biên Hòa, sau đó tiến về hướng Sài Gòn.
Sau năm 1975, Sư đoàn 6 giải thể. 